# Rythme circadien dans les cercles polaires
Dans les cercles polaires, les organismes vivants sont soumis à des conditions extrêmes de basses températures, mais aussi à de longues photopériodes connues comme les nuits polaires et jours polaires. Le rythme biologique endogène étant souvent synchronisé par l’alternance jour/nuit, les organismes vivant dans ces milieux ont développé des adaptations tels qu’un comportement arythmique, soit dépourvu de rythme, de type free running. 

## Faune terrestre

### Les Rennes de Svalbard
La rythmicité des Rennes de Svalbard a pendant longtemps été source de débat. S’il a été attesté que les Rennes de Svalbard possèdent une horloge circadienne fonctionnelle, il a été considéré que cette dernière cessait de fonctionner saisonnièrement, pendant les nuits polaires . Plus récemment, il a été suggéré que celle-ci restait fonctionnelle toute l’année. 
Pendant les nuits polaires, à cause de l’absence des Zeitgebers d’origine lumineuse, le rythme circadien des Rennes de Svalbard se désynchronise et part en roue libre, mais reste étonnamment proche de 24h . Ceci semblerait s’expliquer par une interdépendance entre l’horloge circadienne et des processus homéostatiques . Étonnamment, malgré une stabilisation du rythme circadien, chaque individu voit son rythme se décaler de manière différente (un rythme légèrement plus long pour certains, légèrement plus court pour d’autres, à des amplitudes qui varient pour chaque individu), ce qui se répercute autant sur le comportement que sur le métabolisme des animaux . 
Ce genre de diversité dans la désynchronisation des Rennes de Svalbard est un phénomène assez connu, qui a déjà été observé chez d’autres espèces lors d’une transition subite vers un environnement plongé dans le noir continuel . Lorsqu’arrivent les nuits polaires, l’activité et le métabolisme des Rennes de Svalbard diminuent fortement . Cependant, bien que ce genre de variation d’activité soit très fréquent chez les ongulés ,, la période d’activité faible des Rennes de Svalbard est la plus courte observée . Une explication potentielle est que la nuit polaire, de par son absence de Zeitgebers lumineux, influence particulièrement cette adaptation chez les Rennes de Svalbard .

## Faune aquatique
De façon générale, les horloges circadiennes des organismes marins demeurent mal connues en raison des difficultés logistiques de ce type d’études.

### Zooplancton
Plusieurs espèces de zooplancton marin effectuent la migration verticale, un comportement rythmique à large échelle qui se caractérise  par un mouvement de la surface vers les profondeurs pour éviter les prédateurs durant le jour et une remontée la nuit pour se nourrir . Dans des environnements extrêmes, tels qu'à des latitudes élevées et dans les abysses, la migration verticale est toujours observée, suggérant que la lumière n’est pas l’unique facteur environnemental dirigeant les rythmes circadiens dans ces environnements. Une étude a observé que le copépode marin Calanus finmarchicus persistait à effectuer une migration verticale en concordance avec les temps locaux du coucher et du lever du soleil lorsque des individus étaient placés dans des conditions de noirceur constante. 
De plus, les taux métaboliques ainsi que l’expression des gènes essentiels de l’horloge circadienne de cette espèce seraient rythmiques avec le soleil dans des conditions de noirceur constante, suggérant que l’horloge de cette espèce est de nature endogène. Des évidences d'adaptations physiologiques ont aussi été découvertes chez Thysanoessa inermis, une espèce de  krill, avec une étude démontrant l’augmentation de la sensibilité visuelle lorsque le soleil est bas. Il a été observé que plusieurs espèces de krill avaient la capacité de détecter la lumière à plus de 40 mètres de profondeur sous l’eau, les classant parmi les organismes connus pouvant détecter les seuils de luminosité les plus bas.
En raison des conditions particulières des milieux aquatiques, dont l’atténuation de la lumière avec la profondeur, de nombreux avantages seraient associés à ces adaptations. Une sensibilité élevée à la lumière permet au zooplancton d’ajuster son comportement et ainsi d’optimiser la bioluminescence ainsi que l’accès à la nourriture et l’évitement des prédateurs reliés à la migration verticale.

### Bivalve
Une étude réalisée sur un bivalve typique de l'Arctique, le pétoncle Chlamys islandica, a démontré que ces organismes entretiennent un rythme circadien durant les nuits polaires. Une corrélation a été observée entre le nombre de pétoncles ayant montré un rythme circadien de 24 heures et les différentes périodes du crépuscule. Lorsque la luminosité diminuait pendant le crépuscule nautique, les bivalves perdaient en rythmicité, ce qui peut correspondre à une période de repos physiologique. La rythmicité est tout de même observée chez les C. Islandica pendant la période de crépuscule astronomique malgré le fait que ce soit la période la plus sombre. Cela serait expliqué par le fait que l’activité rythmique reprend pour optimiser la survie de l’organisme lorsque la lumière réapparaît. Finalement, le plus grand nombre d’individus rythmiques a été observé pendant le crépuscule civil, durant lequel la luminosité augmente.
Sachant qu'il n’y a aucune activité photosynthétique durant les périodes les plus sombres des nuits polaires , la théorie selon laquelle la disponibilité de nourriture agit comme un Zeitgeber est très peu probable et ne parvient pas à expliquer la synchronisation du rythme circadien pendant le crépuscule astronomique.
De plus, ces bivalves sont dotés d'yeux moins développés que les mammifères mais bien sensibles aux variations lumineuses . Ces bivalves ont possiblement évolué de façon à avoir une plage visuelle développée capable de détecter de faibles intensités lumineuses durant les périodes de crépuscule. Ainsi, l'angle du soleil sous l’horizon demeure le Zeitgeber le plus apte à expliquer l'entraînement du rythme chez les bivalves.

## Impact sur l'humain
Les régions des cercles polaires n'étant pas ou peu peuplées, les études sur l’effet des jours et nuits polaires sur l’humain restent peu nombreuses.
Les niveaux de mélatonine constituent les meilleurs indices pour mesurer la rythmicité. Il a fréquemment été observé que durant les nuits polaires, la rythmicité subissait un retard chez les humains ayant résidé dans le cercle polaire arctique ou antarctique. Souvent, un traitement d’une heure d’exposition lumineuse le matin et le soir suffisait à retrouver un rythme normal. Les observations les plus fréquentes sont des troubles du sommeil, plus précisément dans le délai d’endormissement, l’efficacité, la qualité et la durée du sommeil. 
Cependant, ces observations ne sont pas constantes à travers l’ensemble des études effectuées sur le sujet. Dans une étude effectuée sur 9 sujets masculins en bonne santé ayant résidé dans le cercle polaire antarctique (66.5-90° Sud) pendant 15 mois, le pic d’expression de mélatonine fut retardé de 4.1h en hiver par rapport à l'été. Toutefois, ni la phase ni la quantité de sommeil n’ont été affectées. Il en a été conclu que c'était principalement le rythme de travail des sujets qui programmait leur rythme de sommeil et d’activité, alors que le taux de mélatonine était davantage affecté par la photopériode. 
L’un des facteurs limitants aux études sur les rythmes circadiens des humains dans les régions polaires est le nombre très réduit de sujets. Ces études sont principalement effectuées sur du personnel de bases de recherche scientifiques ou de plateformes pétrolières.